# Clube de Futebol Os Belenenses (basket-ball)
Cet article ne traite que de la section basket-ball du club. Pour les autres disciplines sportives du club, voir Clube de Futebol Os Belenenses (omnisports).
Le CF Belenenses est un club portugais de basket-ball évoluant en UZO league soit le plus haut niveau du championnat portugais. Le club, section du club omnisports Clube de Futebol Os Belenenses, est basé dans la ville de Lisbonne.

## Palmarès
- Champion du Portugal : 1939, 1945

## Entraîneurs successifs
- Depuis 2005 :  Luis Silvera

## Joueurs célèbres ou marquants
- Paulo Simão